# Chris Holder

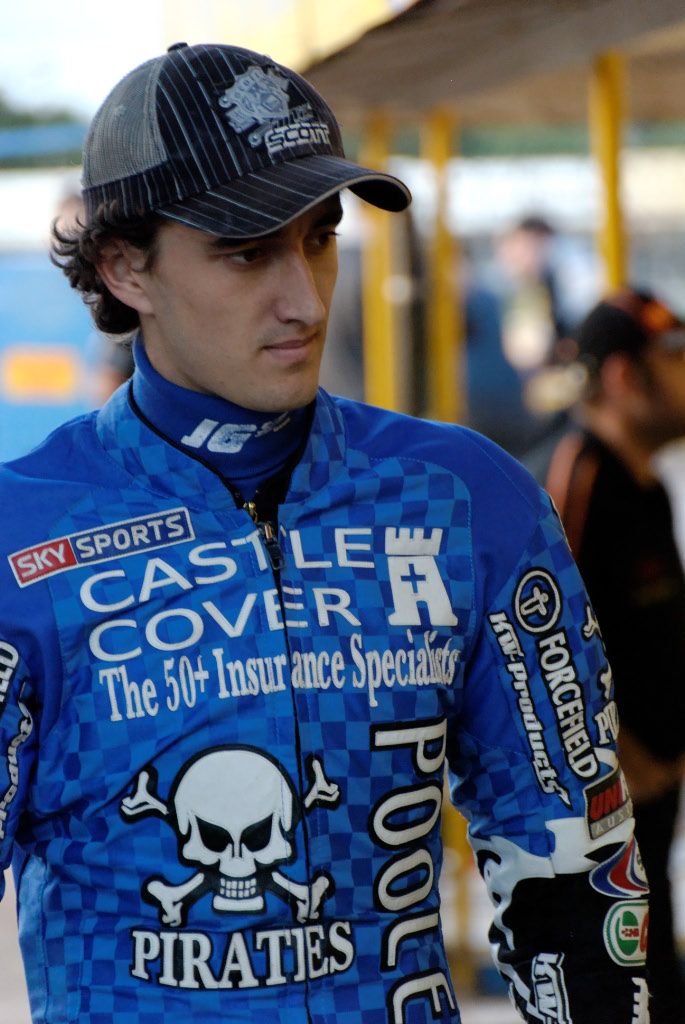
Chris Holder (2008)

Chris Holder (* 24. September 1987 in Sydney) ist ein australischer Motorrad-Rennfahrer.
Er siegte beim Grand Prix von Großbritannien 2010 der Speedway-Einzel-Weltmeisterschaft und wurde jeweils Zweitplatzierter in der Speedway-Einzel-Weltmeisterschaft der Junioren 2007 und 2008.
2012 wurde Chris Holder mit 25 Jahren im Rahmen des Speedway-Grand Prix Einzel-Weltmeister. Er ist ferner 5-facher australischer Speedway-Meister (2008, 2010, 2011, 2012 und 2014) und vierfacher australischer Junioren-Meister (2005, 2006, 2007 und 2008).
2023 gehörte er zum australischen Team, das im Finale des Speedway World Cups 2023 im polnischen Wroczlaw den vierten Platz belegte. Auch in der Liga war er erfolgreich, nachdem er in der zweiten Hälfte der SGB Premiership-Saison 2023 zu den Sheffield Tigers wechselte. 2024 startet er aktuell ebenfalls in diesem Team.